# 넓은주둥이상어
넓은주둥이상어 ( Megachasma pelagios )는 심해 상어의 일종입니다. 그것은 인간에게 거의 보이지 않으며 상대적으로 큰 고래상어와 돌묵상어와 함께 현존하는 여과섭식 상어 3종 중 가장 작습니다. 1976년에 발견된 이후로 관찰되거나 잡힌 표본은 100개 미만입니다. 다른 두 종류의 여과섭식 상어와 마찬가지로 입을 크게 벌리고 수영하며 플랑크톤과 해파리를 먹기 위해 물을 걸러냅니다. 고무 같은 입술을 가진 큰 머리에서 알아볼 수 있습니다. 넓은주둥이상어는 다른 유형의 상어와 매우 다르므로 일반적으로 Megachasmidae 과의 유일한 현존 종으로 간주하지만, 일부 과학자들은 그것이 Cetorhinidae 과에 속할 수 있다고 제안했습니다.

생김새
넓은주둥이상어의 생김새는 독특하지만, 그에 대해 알려진 바는 거의 없습니다. 윗부분은 갈색을 띤 검은색이고 아랫부분은 흰색이며, 환도상어와 비슷하게 긴 비대칭 꼬리를 가지고 있습니다. 아가미 내부에는 음식을 잡는 손가락 모양의 아가미 갈퀴가 늘어서 있습니다. 상대적으로 수영을 잘 못하는 넓은주둥이상어는 몸이 부드럽고 연약하며 꼬리 용골이 없습니다. 넓은주둥이상어는 다른 여과섭식 상어인 돌묵상어와 고래상어보다 상당히 덜 활동적입니다. 넓은주둥이상어는 튼튼한 몸체와 길고 넓은 돌출된 모양의 머리를 가지고 있습니다.
넓은주둥이상어는 길이가 5.49m(18.0ft)까지 자랄 수 있는 큰 상어입니다. 성숙한 수컷은 평균 4m(13ft), 암컷은 5m(16ft)입니다. 최대 1,215kg(2,679lb)의 무게가 측정되었습니다. 2019년 연구에서는 최대 길이가 6m(20ft)에 도달했을 것이라고 제안했습니다. 넓은주둥이상어 상어는 북쪽으로는 일본 북부까지 찾아볼 수 있습니다. 남부 캘리포니아(LACM 43745-1) 및 Punta Eugenia, Baja California 및 Hawaii 근처. Megamouth 상어는 최대 1,000m(3,280ft) 깊이에서 찾을 수 있습니다. Megamouth 상어는 진한 파란색, 갈색을 띤 검은색이거나 위에 부분은 회색, 아래는 더 밝습니다. 위턱을 따라 흰색 띠가 있습니다. 지느러미 뒤쪽 가장자리는 흰색입니다.
이름에서 알 수 있듯이 넓은주둥이상어는 작은 이빨을 가진 큰 입과 넓고 둥근 주둥이를 가지고 있어 관찰자들이 종종 넓은주둥이상어를 어린 범고래로 착각합니다. 윗입술 안쪽으로 튀어나온 부분은 빛나는 은백색으로 입을 벌렸을 때 매우 잘 보입니다. 이 입술에 있는 흰색 띠는 1980년대 초에 첫 번째 상어를 조사했을 때 넓은주둥이상어에 내장되어 발광해 미끼 역할로 플랑크톤을 유인할 수 있다고 보았습니다. 1980년대 중반에 두 번째 상어를 조사한 팀은 대신 아랫입술에 흰색 띠는 일종의 반사경처럼 반사되어 빛날 수 있다고 하였습니다. 하지만 두 이론 모두 입증되지 않았습니다.  2020년 한 연구에서는 이 상어 종은 실제로 빛을 내지 않는다는 결론을 내렸습니다. 이 입술에 있는 흰색 띠는 단순히 빛을 많이 반사하는 것으로 밝혀졌습니다.  이 입술에 있는 흰색 띠는 남녀 모두에게 나타나며 먹이를 주는 메커니즘이거나 넓은주둥이상어 상어의 다른 개체를 식별하는 수단으로 사용될 수 있습니다. 그들의 입은 폭이 최대 1.3m(4피트 3인치)에 달할 수 있습니다. 넓은주둥이상어는 위턱에 최대 50줄의 이빨이 있고 아래턱에는 최대 75줄의 이빨이 있습니다.

분류와 진화
연구자들은 다른 두 종류의 여과섭식 상어와 관련하여 넓은주둥이상어 상어의 먹이 패턴을 예측했습니다. 플랑크톤과 같은 작은 먹이를 포획하기 위해 필터링 메커니즘을 개발한 램 피딩 (ram feeding)유형의 조상에서 진화했기 때문에 3마리의 여과섭식 상어는 공통적으로 램 피딩 (ram feeding)유형을 가지고 있습니다. 그러나 살아있는 M. pelagios 외에도 두 개의 멸종된 넓은주둥이상어 종인 Priabonian M. alisonae  와 Oligocene인 Miocene M. applegatei 도 화석화된 치아 잔해에 기초하여 최근 넓은주둥이상어로 제안되었습니다.  최근 종의 초기 조상Megachasma pelagios는 벨기에의 초기 Miocene(Burdigalian)으로 보고되었습니다. 그러나 백악기 시대의 M. comanchensis는 최근 Pseudomegachasma 속 오돈타스피드 상어로 재분류되었으며, 유사한 치아 형태에도 불구하고 사실상 넓은주둥이상어 상어와는 관련이 없습니다.  넓은주둥이상어의 필터 섭식 적응은 다른 현존하는 필터 섭식 상어, 심지어 고래상어, 돌묵상어와도 독립적으로 진화했을 가능성이 높으며, 수렴 진화의 한 예가 되었습니다.

행동
1990년에 4.9m(16피트)의 수컷 넓은주둥이상어 상어가 캘리포니아주 다나 포인트의 수면 근처에서 잡혔습니다. 이 넓은주둥이상어는 몸에 작은 무선 태그가 부착된 상태로 풀려났습니다.  태그는 2일 동안 넓은주둥이상어의 깊이와 시간 정보를 전달했습니다. 낮 동안 상어는 약 120~160m(390~520ft) 깊이에서 헤엄쳤지만 해가 지면 위로 올라와 12~25m(39~82ft) 깊이에서 밤을 지냈습니다. 낮과 밤 모두 약 1.5–2.1km/h(0.93–1.30mph)의 진행 속도로 매우 느렸습니다. 플랑크톤의 수직 이동을 추적하기 위해 많은 해양 동물에서 이러한 수직 이동 패턴이 관찰됩니다. 2009년 3월에 포획된 상어는 200m(660ft) 깊이에서 그물로 잡혔다고 합니다.

번식
번식은 알을 통한 산란이 아닌 난태생입니다. 즉, 어린 상어는 부화할 때까지 어미의 몸 안에 남아 있는 알에서 발달합니다.  화롄 해안(대만 동부)에서 2년 동안 포획된 27마리의 넓은주둥이상어와 멕시코, 바하 캘리포니아에서 포획된 2마리의 넓은주둥이상어로부터 조직 샘플을 얻었고, GenBank에서 샘플을 채취하여 개체군 유전자 분석을 수행했습니다. 넓은주둥이상어 상어의 개체군 유전자 분석 결과는 서로 다른 지리적 위치에서 발견된 개체군 사이에 유전적 다양성이 없음을 나타냈으며, 이는 이 종이 단일하고 고도로 이동하는 이종 교배 개체군을 형성함을 나타냅니다.

발견
첫 넓은주둥이상어 상어는 1976년 11월 15일 하와이 카후쿠에서 북동쪽으로 약 25마일 떨어진 곳에서 약 165m(541피트) 깊이의 미 해군 함정 AFB -14의 바다 닻에 얽히면서 포획되었습니다. 약 4,600m(15,092ft) 깊이. 이 종은 여과섭식 상어 종 내에서 새로운 속으로 확인되었습니다. Leighton Taylor 가 4.5m(14.7ft), 750kg(1,650lb) 표본을 조사한 결과 완전히 알려지지 않은 유형의 상어로 확인되었으며 이는 20세기 어류학에서 가장 감각적인 발견 중 하나로 평가되며 실러캔스와 함께 언급되고 있습니다. 넓은주둥이상어의 흉부 지느러미는 다른 두 상어와의 계통 발생적 관계를 보여주기 위해 골격 및 근육 시스템과 함께 연구되었습니다.

알려진 표본
2018년 3월 5일 기준으로 넓은주둥이상어에 대해서는 총 99개의 샘플이 포획되거나 관찰되었습니다. 이 상어는 태평양, 대서양과 인도양에서 발견되었습니다. 일본, 필리핀 및 대만은 각각 최소 10개의 샘플을 보유하고 있으며 이는 단일 지역 중 가장 많으며 전 세계 총량의 절반 이상에 해당합니다. 샘플은 하와이, 캘리포니아, 멕시코, 인도네시아, 호주, 브라질, 세네갈, 남아프리카, 푸에르토리코, 에콰도르 및 아마도 베트남과 근접한 해역에서 관찰되거나 나타난 바 있습니다.